# Bachruch Károly
Királykúti Bachruch Károly (Pest, 1851. november 6. – Budapest, Erzsébetváros, 1925. november 30.) ötvös, iparművész, udvari tanácsos.

## Élete
Atyja, Bachruch Albert, ugyancsak ötvös, a morvaországi Raudnitzból származott és előbb csak pipakupakokat gyártott selmecbányai gyárában készült pipáira, melyeket főleg Bécsbe szállított. 1826-ban Pestre költözött, ahol a Miatyánk utcában nyitott üzletet. Nemcsak ezüstműves munkákat, hanem ékszereket is készített. Az üzletet 1869-ben fia, Károly vette át, akinek testvérei szintén ötvösök voltak és Párizsban telepedtek le. Bachruch Budapesten és Párizsban tanult, azután bejárta Angliát, Franciaországot, Hollandiát és Belgiumot, míg végre Pesten atyja üzletét átvéve azt virágzó iparteleppé fejlesztette. Munkáival külföldi kiállításokon számos kitüntetést nyert (1900. Párizs: aranyérem, 1904 St. Louis: Grand prix). Érdemei elismeréséül 1905-ben I. Ferenc József a magyar nemességet „királykúti” előnévvel adományozta neki. Az ipartelep a gyári munkákon kívül művészi becsű ötvösműveket is állított elő. Legismertebbek: Szent István ezüstszobra (1895, a kalocsai székesegyház tulajdonában); a Budapesti Újságírók Egyesületének Jókai bilikoma (1898); a budai várpalota ezüstjei; a jubileumi történelmi pajzs a bécsi Schatzkammerben; I. Ferenc József király ezüstszobra a császári jubileum alkalmából. Mesterjegyei: Bachúr, illetve Bocher. Halálát vesegyulladás okozta.
A Salgótarjáni utcai zsidó temetőben helyezték nyugalomra.

## Családja
Felesége a bécsi születésű Hirschfeld Emma (1861–1936) volt, Hirschfeld Adolf kereskedő és Engel Sarolta lánya, akivel 1886. április 18-án Bécsben kötött házasságot.
Gyermekeik: Bachruch Albin és Bachruch Margit.